# 베라크립트
베라크립트(VeraCrypt)는 OFTE(on-the-fly- encryption)를 위해 사용되는 오픈 소스 유틸리티이다. 파일 안에 암호화된 가상 디스크를 만들거나 파티션이라든지 (마이크로소프트 윈도우에서) 완전한 기억 장치를 사전 부팅 인증을 사용하여 암호화할 수 있다.
베라크립트는 지금은 개발이 중단된 트루크립트 프로젝트의 포크이다. 2013년 6월 22일에 처음 출시되었으며 2018년 9월 12일에 최신판(버전 1.23)이 출시되었다. 수많은 보안 개선이 구현되었으며 트루크립트 코드의 감사를 통해 제기된 문제들이 수정되었다. 베라크립트의 기능들은 암호화 해시 함수와 암호의 구현체들을 최적화하였으며 현대의 CPU 성능을 끌어올렸다.

## 라이선스와 소스 모델
베라크립트는 2015년 6월 28일 이후로 아파치 라이선스 2.0으로 라이선스되고 있다. 그 이전에는 마이크로소프트 퍼블릭 라이선스(Microsoft Public License)로 출시되었다. 베라크립트는 이전의 트루크립트로부터 상당한 양의 코드를 가져왔으므로 트루크립트 소프트웨어에 고유한 트루크립트 라이선스 버전 3.0 조항에도 종속된다. 이는 널리 쓰이는 수많은 오픈 소스 라이선스 중 하나는 아니며 자유 소프트웨어 재단(FSF) 라이선스 목록에 따르면 자유 소프트웨어 사용권도 아니므로 배포 및 저작권의 자유에서 제한된다.

## 암호화 스킴

### 알고리즘
베라크립트가 지원하는 개개의 암호 방식으로는 AES, Serpent, 투피시, 카멜리아, Kuznyechik가 있다. 마그마 암호 기법은 보안 감사에 대응하여 버전 1.19에서 제거되었다. 또, 5가지의 알고리즘 복합을 지원한다: AES-투피시, AES-투피시-Serpent, Serpent-AES, Serpent-투피시-AES, 투피시-Serpent. 베라크립트에서 사용할 수 있는 암호화 해시 함수는 RIPEMD-160, SHA-256, SHA-512, Streebog, Whirlpool이 있다.

### 운용 방식
베라크립트는 XTS 운용 방식을 사용한다.

### 키
헤더 키와 2차 헤더 키(XTS 모드)는 이를 위해 사용되는 기반이 되는 해시 함수에 따라 512비트 솔트 및 327,661~655,331개의 반복과 함께 PBKDF2를 사용하여 생성된다.

## 예정된 기능
유니코드 비밀번호는 현재 모든 비시스템 암호화를 위해 윈도우에서 지원되고 있다. 차기 계획에는 베라크립트를 통한 유니코드 기능의 제공이 포함된다.

## 같이 보기
- 트루크립트
- 사이퍼셰드